# Gustav Adolf Müller (Maler)

Gustav Müller

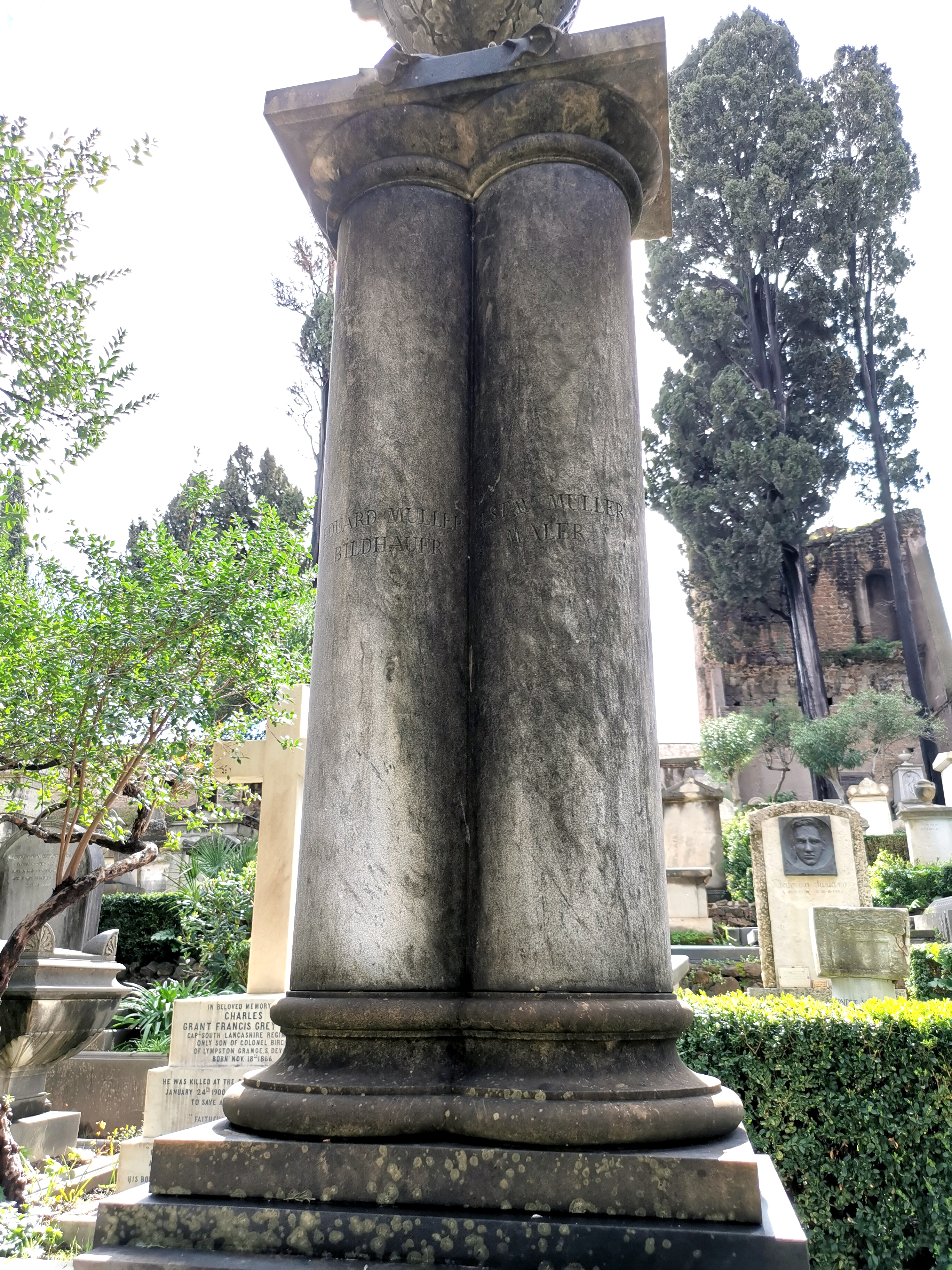
Grab auf dem Nichtkatholischen (Protestantischen) Friedhof Rom

Gustav Adolf Müller, Künstlername Gustav Adolf Müller-Koburg (* 9. August 1828 in Hildburghausen; † 2. Juni 1901 in Rom) war ein deutscher Maler.

## Leben
Müller war der Sohn von Daniel Friedrich Müller, einem Gärtner des Herzogs von Sachsen-Coburg und der Zwillingsbruder des Bildhauers Eduard Müller. Er besuchte die Akademie der Künste in München, wo er sich am 29. November 1845 im Alter von 17 Jahren für das Fach Malerei einschrieb, sowie die Akademie der Künste in Antwerpen bei Gustave Wappers. 1850 lernte er einige Monate in Paris bei Charles Gleyre, malte in den nächsten Jahren in Coburg und Gotha, dann in Wien Porträts und wurde 1857 an den Hof von Portugal berufen, wo er zum Hofmaler ernannt wurde und das Ritterkreuz des Christusordens erhielt. Nachdem er noch 1857 bis 1859 viele Porträts in London gemalt hatte, ließ er sich in Rom nieder, wo er neben Porträts auch eine Reihe von Genrebildern aus der Mythologie und aus dem römischen Volksleben sowie Jagdstücke schuf. Gustav Müller war Professor und Mitglied der Akademie von San Luca in Rom. 1880 wurde er zusammen mit seinem Bruder zum Ehrenbürger der Stadt Coburg ernannt. Gustav Müller wurde bei seinem Bruder Eduard auf dem Protestantischen Friedhof in Rom beigesetzt.

## Werke (Auswahl)
- Jupiter und Antiope,

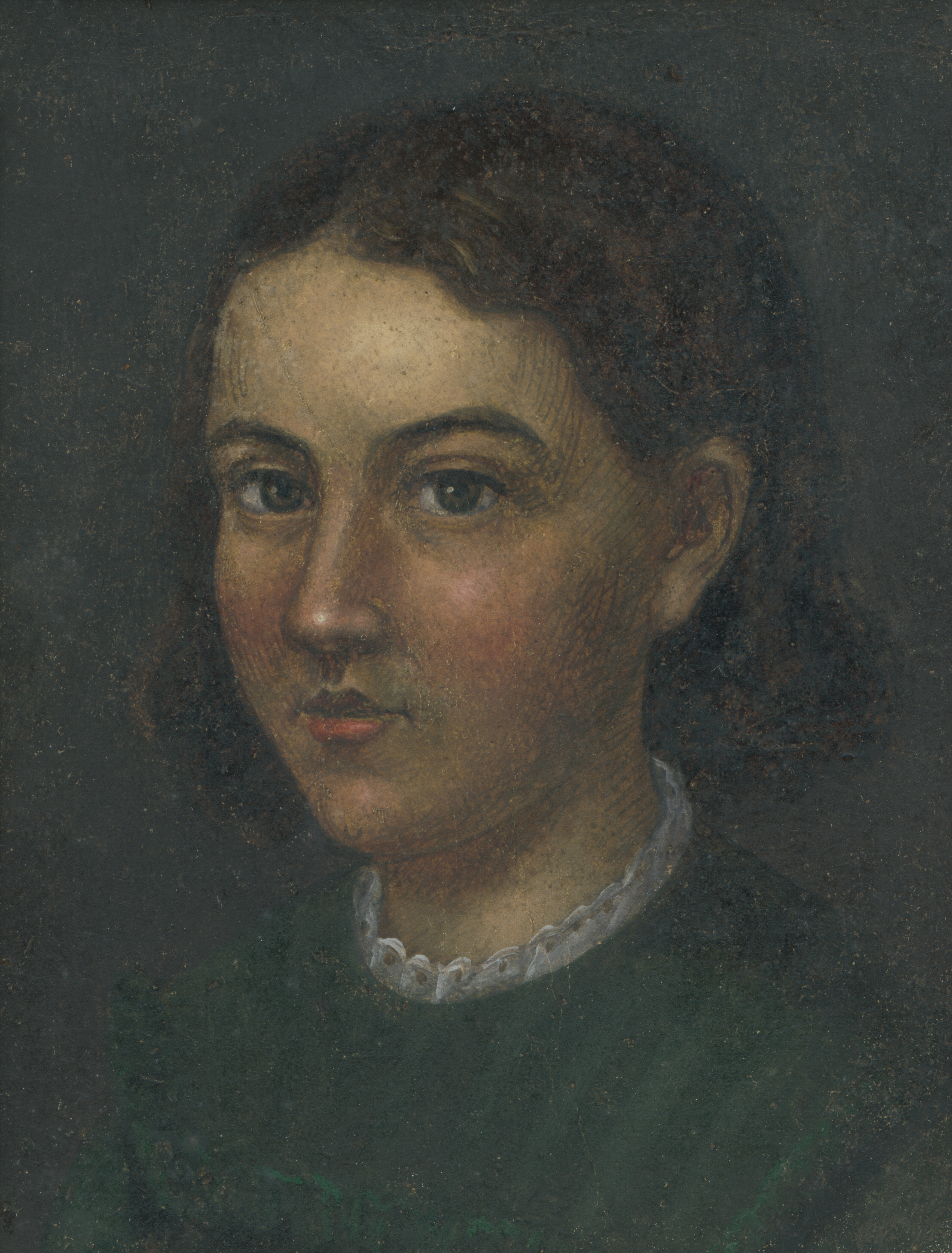
Mädchenporträt

- Erinnerungen aus der Villa Borghese
- Jagdleben in der Campagna
- Mädchen aus Corleone (von Kaiser Wilhelm I. erworben)
- Jäger in der Klosterküche.